# Fabronia lachenaudii
Fabronia lachenaudii là một loài Rêu trong họ Fabroniaceae. Loài này được Renauld mô tả khoa học đầu tiên năm 1902.